# UFC 307
UFC 307: Pereira vs. Rountree Jr.（ユーエフシー・スリーオーセブン：ペレイラ・バーサス・ラウントリー・ジュニア）は、アメリカ合衆国の総合格闘技団体「UFC」の大会の一つ。2024年10月5日、ユタ州ソルトレイクシティのデルタ・センターで開催された。

## 大会概要
本大会は王者アレックス・ペレイラと挑戦者カリル・ラウントリー・ジュニアによるUFC世界ライトヘビー級タイトルマッチ、王者ラケル・ペニントンと挑戦者ジュリアナ・ペーニャによるUFC世界女子バンタム級タイトルマッチが組まれた。

## 試合結果

### アーリープレリム
第1試合 ウェルター級 5分3R
○  コート・マッギー vs.  ティム・ミーンズ ×
1R 3:19 ネッククランク
第2試合 女子ストロー級 5分3R
○  ティーシャ・トーレス vs.  カーラ・エスパルザ ×
3R終了 判定3-0（29-28、29-28、30-27）
第3試合 ライトヘビー級 5分3R
○  ライアン・スパン vs.  オヴィンス・サンプルー ×
1R 1:35 ギロチンチョーク

### プレリミナリーカード
第4試合 ミドル級 5分3R
○  セザル・アウメイダ vs.  イーホル・ポティエリア ×
3R終了 判定3-0（30-27、30-27、30-27）
第5試合 ライト級 5分3R
○  アレクサンダー・ヘルナンデス vs.  オースティン・ハバード ×
3R終了 判定2-1（27-30、29-28、29-28）
第6試合 女子ストロー級 5分3R
○  ヤスミン・ルシンド vs.  マリナ・ロドリゲス ×
3R終了 判定2-1（29-28、28-29、29-28）
第7試合 ウェルター級 5分3R
○  ホアキン・バックリー vs.  スティーブン・トンプソン ×
3R 2:17 KO（右フック→パウンド）

### メインカード
第8試合 女子バンタム級 5分3R
○  ケイラ・ハリソン vs.  ケトレン・ヴィエラ ×
3R終了 判定3-0（30-27、30-27、29-28）
第9試合 ミドル級 5分3R
○  ロマン・ドリーゼ vs.  ケビン・ホランド ×
1R 5:00 TKO（コーナーストップ）
第10試合 バンタム級 5分3R
○  マリオ・バティスタ vs.  ジョゼ・アルド ×
3R終了 判定2-1（28-29、29-28、29-28）
第11試合 UFC世界女子バンタム級タイトルマッチ 5分5R
○  ジュリアナ・ペーニャ vs.  ラケル・ペニントン ×
5R終了 判定2-1（48-47、47-48、48-47）
※ペーニャが王座獲得に成功。
第12試合 UFC世界ライトヘビー級タイトルマッチ 5分5R
○  アレックス・ペレイラ vs.  カリル・ラウントリー・ジュニア ×
4R 4:32 TKO（左右ボディブロー→右アッパー）
※ペレイラが3度目の王座防衛に成功。

### 各賞
ファイト・オブ・ザ・ナイト：アレックス・ペレイラ vs. カリル・ラウントリー・ジュニア
パフォーマンス・オブ・ザ・ナイト：ホアキン・バックリー、ライアン・スパン
各選手にはボーナスとして5万ドルが授与された。

### カード変更
負傷などによるカードの変更は以下の通り。